# Черкасов, Андрей Андреевич
 Андре́й Андре́евич Черка́сов (род. 1 января 1991 года,  Ленинск-Кузнецкий, Россия) — российский гимнаст. 2 - кратный серебряный и бронзовый призёр чемпионата России. Мастер спорта России международного класса.

## Спортивная карьера
На чемпионате России 2009 Андрей в составе команды Сибирского ФО (Антон Голоцуцков, Максим Девятовский, Никита Игнатьев, Игорь Пахоменко, Константин Плужников, Андрей Черкасов) стал серебряным призёром. 
Через год, на чемпионате России 2010 Андрей также стал серебряным призёром в командном первенстве и выиграл бронзу в личном многоборье. На проходившем в Челябинске Кубке России спортсмен стал 6-м в многоборье и на брусьях, 8-м в вольных упражнениях. Решением тренерского штаба был включён в состав сборной на чемпионат мира в Роттердаме, где в командном первенстве вместе с друзьями по сборной занял 6-е место.

## Результаты
| Год  | Турнир                                       | Место проведения | Вид программы        | Место | Очки    | Место (квалиф.) | Очки (квалиф.) |
| ---- | -------------------------------------------- | ---------------- | -------------------- | ----- | ------- | --------------- | -------------- |
| 2010 | XLII чемпионат мира по спортивной гимнастике | Роттердам        | Командное первенство | 6     | 263,170 | 6               | 355,076        |